# Tatarstán
Tatarstán, rusky (Респу́блика) Татарста́н, tatarsky Татарстан (Республикасы), je jednou z republik Ruské federace. Nachází se na východě Evropy na soutoku řek Volhy a Kamy v Povolžském federálním okruhu s hlavním městem Kazaní. Jeho rozloha je 67 847 km² a obývá ho přibližně 4 miliony obyvatel. Současným prezidentem republiky je Rustam Minnichanov.

## Historie

### Středověk

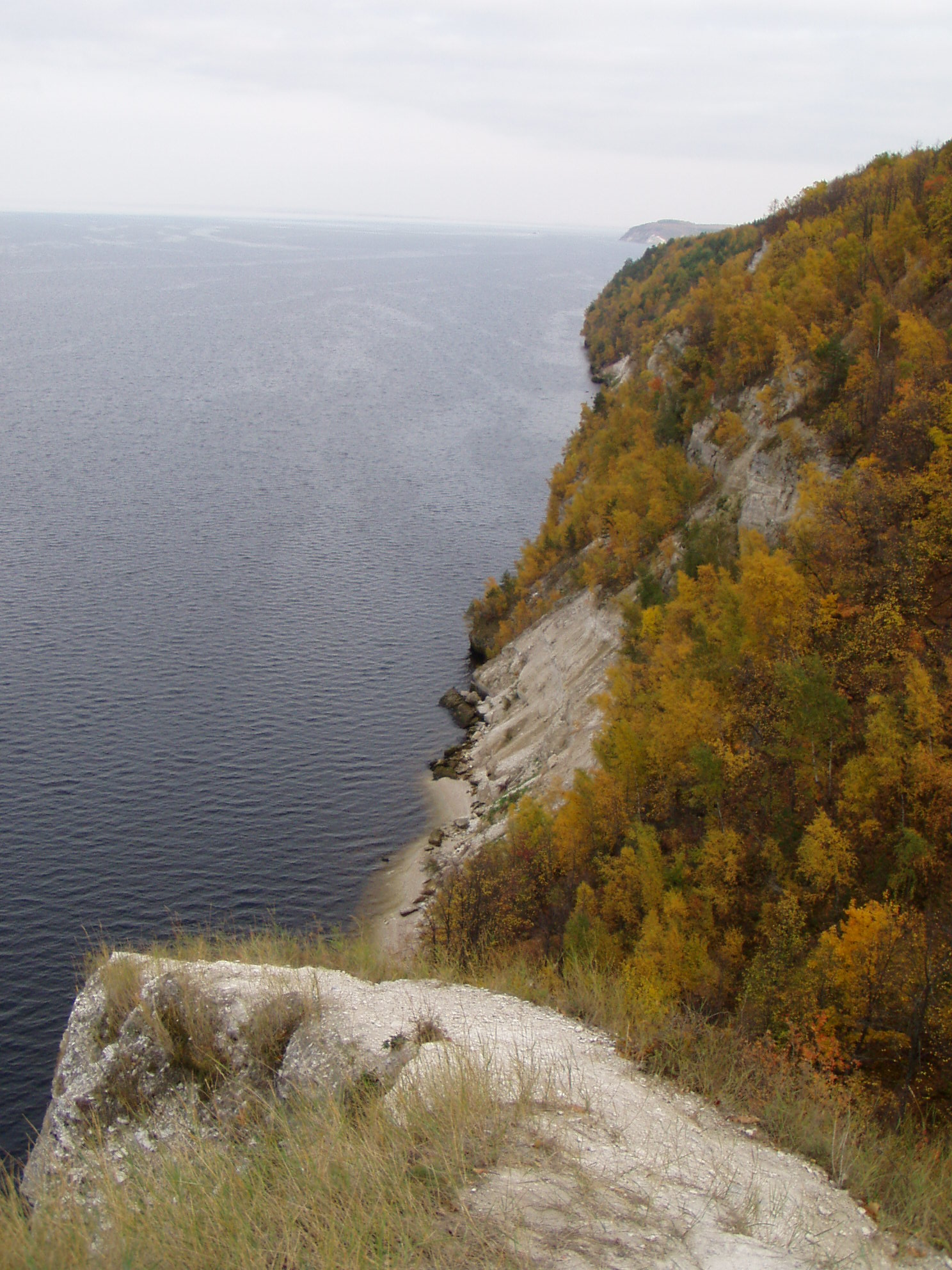
Soutok Volhy a Kamy

V polovině 5. století se po smrti Attily začala Hunská říše rozpadat na jednotlivé turkické státní útvary. Jedním z nich bylo i Staré Velké Bulharsko, jež vzniklo v 7. století a nacházelo se ve východní části Východoevropské nížiny. Tento stát neměl dlouhého trvání a rozpadl se po smrti svého vládce chána Kuvrata (Kubrata), kdy se jeho kočovné obyvatelstvo rozdělilo na dvě skupiny. První se pod vedením chána Asparucha přesunula do jihovýchodní Evropy, sjednotila se s místním slovanským osídlením a roku 681 zformovala bulharský stát, který na Balkáně existuje dodnes pod názvem Bulharsko.
Druhá skupina zůstala na svém původním území pod vedením starších Kubratových synů Batbaje a Kutraga a smíchala se s chazarskými a alanskými kmeny. Její část se v 8. století přesunula na území dnešního Tatarstánu a Baškortostánu, kde společně s dalšími turkickými a ugrofinskými skupinami na přelomu 9. a 10. století vytvořila další bulharský stát, první feudální útvar v severovýchodní Evropě: Volžsko-kamské Bulharsko.
Tento stát profitoval z obchodu se Střední Asií, Čínou i Evropou a dosáhl na svou dobu nevídané civilizační úrovně. Razil vlastní stříbrné mince, budoval chrámy, školy, paláce a dokonce domy se systémem ústředního topení a kanalizací. Zprávy arabských cestovatelů hovoří o velkých kamenných městech Bulgaru a Biljaru. Například druhé největší město Biljar bylo ve své době větší než Paříž či Kyjev. Roku 922 po diplomatických rozhovorech s Bagdádem přijalo Volžské Bulharsko za státní náboženství islám a staré turkické runové písmo bylo nahrazeno písmem arabským. Následoval rozvoj věd, filozofie, literatury a umění; bulharské mešity šířily vzdělání a kulturu v sousedních zemích. Byla uzavřena mírová smlouva s křesťanskou Kyjevskou Rusí a vzájemné dobré vztahy přetrvaly téměř 250 let. Na začátku 13. století však tento kvetoucí stát musel čelit nájezdům mongolských kočovníků z východu. Tři útoky odrazil, ale napočtvrté, roku 1236, byl dobyt a zničen vojsky chána Bátúa a stal se součástí Zlaté hordy.
Po pádu Zlaté Hordy se v první třetině 15. století konstituovalo hned několik tatarských států – Kazaňský, Krymský, Kasymský, Sibiřský a Astrachaňský chanát, jež ovládaly rovněž území obývané Marijci, Udmurty, Kypčaky, Nogaji a mnohými dalšími národy. Tyto státy ohrožující týl Moskevského knížectví byly ruským carům trnem v oku, neboť bez jejich pacifikace nemohli pomýšlet na expanzi západním směrem – do Evropy.
Nejmocnějším tatarským státem byl Kazaňský chanát. Kontroloval dolní tok Volhy a profitoval z obchodu se středoasijskými městy i Moskevským knížectvím. To však bylo velmi ambiciózním a agresivním sousedem a proto Kazaň čelila celkem třiceti moskevským tažením (v odvetu jich vyslala sedm). Roku 1552 byla Kazaň obležena vojskem Ivana IV. Hrozného čítajícím 150 tisíc vojáků a v říjnu její mohutné hradby po dvouměsíčním obléhání povolily, mimo jiné díky dánským minérům v ruských službách. Moskevské vojsko město poté do základů rozbořilo a vypálilo. Chrám Vasila Blaženého v Moskvě car nechal postavit právě na oslavu tohoto vítězství a nechal se inspirovat architekturou kazaňské mešity Qol Şärif, kterou přikázal zničit. Nejstarší věž moskevského Kremlu, Borovická, zase kopíruje kazaňskou věž Söyembikä.

### Součást Ruské říše
Od poloviny 16. století je tak tatarská historie stále úžeji spjatá s historií Ruské říše, byť si formálně ještě zachovala země status kazaňského království (carátu) až do reforem Petra I. z roku 1708, od něhož až do roku 1917 již byla oblast Kazaně přímo ruskou carskou gubernií.
Kazaň zůstala pro obchod důležitou, ale nevyhnula se degradaci na provinční město, do oblasti pronikla pravoslavná církev a ruské obyvatelstvo. Začala ruská kolonizace a rusifikace, tatarské obyvatelstvo bylo vyhnáno z měst, vytlačováno z úrodných údolí velkých řek a také násilně křtěno. Roku 1593 přikázal car Fjodor I. Ivanovič zničení všech mešit v Kazaňském kraji.
Útlak vůči tatarskému národu se stupňoval, a tak část Tatarů odešla za Ural, další část organizovala četná povstání proti ruské moci. Odpovědí z Petrohradu bylo zeslabení tlaku, udělení šlechtických práv muslimskému duchovenstvu, otevírání medres, divadel a univerzity. Koncem 19. a začátkem 20. stol. se začalo probouzet národní uvědomění tatarského národa.

### Sovětská éra

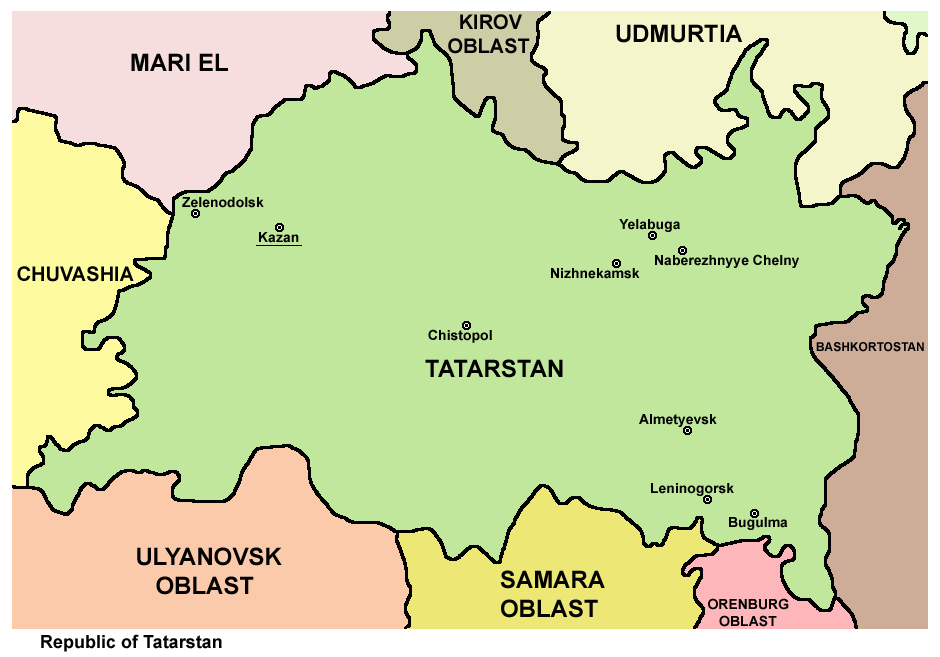
Mapa Tatarstánu

Po kolapsu ruského impéria roku 1917 a během bolševické revoluce Lenin agitoval mezi muslimy za náboženskou svobodu a naplnění národních zájmů pod vládou komunistů. Tataři využili nepřehledné situace a společně s Baškiry na společném Národním shromáždění vyhlásili 19. listopadu 1917 stát Idel-Ural. Tento stát zahrnoval rozsáhlá a strategická území, rozkládající se na ploše 220 000 km2. To se setkalo s prudkým odporem Lenina i Stalina. Aby zabránili tomuto sjednocení, bolševici nejprve 23. března 1919 zformovali Baškirskou autonomní republiku a následně 27. května 1920 Tatarskou autonomní sovětskou socialistickou republiku, uvěznili představitele vlády a překreslili hranice ve prospěch ruských územních jednotek (oblastí). Tímto se 75 % tatarské populace ocitlo mimo hranice Tatarstánu. Zajímavostí je, že ještě předtím Tatarstánem prošli českoslovenští legionáři. Někteří z nich se přidali na stranu bolševiků, jako například Jaroslav Hašek, který působil jako komisař Rudé armády ve městě Bugulma na jihovýchodním cípu Tatarstánu, kde se dnes nachází jeho muzeum.
Masové čistky roku 1920 eliminovaly všechny členy tatarské vlády a větší část inteligence. Pravidelné perzekuce Tatarů pokračovaly do Stalinovy smrti, zatímco systematická rusifikace zůstala nezeslabena až do konce Brežněvovy éry. Ekonomické represe a budování průmyslových komplexů typu Magnitogorsk přinutily mnoho Tatarů opustit vlast a jejich místo v Tatarstánu zaujali Rusové, Ukrajinci a další při budování automobilového koncernu Kamaz.

### Postsovětský separatismus
Během rozpadu SSSR se řada sovětských republik snažila získat nezávislost. Zesílily i snahy Tatarů a Sibiřanů o úplné osamostatnění, ke kterému však nedošlo. Aby prezident Boris Jelcin zabránil rozpadu Ruska, vyhlásil federaci a tatarské republice udělil rozsáhlou autonomii, jež zahrnovala vlastního prezidenta, značnou rozpočtovou nezávislost a ústavu. Dne 30. srpna 1990 tak byla vyhlášena svrchovanost republiky pod názvem Tatarská SSR a 25. října 1991 plná nezávislost na RSFSR pod názvem Republika Tatarstán. Toto rozhodnutí bylo potvrzeno referendem v březnu 1992, v němž se z 81 % oprávněných voličů 61 % vyslovilo pro suverenitu Tatarstánu. Téhož roku se Tatarstán nepřipojil ke svazové smlouvě Ruské federace.

## Symboly

### Vlajka
Vlajka Tatarstánu je tvořena listem o poměru stran 1:2 se třemi vodorovnými pruhy, zeleným, bílým a červeným o poměru šířek 7:1:7.

### Znak
Ve státním znaku Tatarstánu se nachází mytický okřídlený bílý levhart (aq bars), s kruhovým štítem na boku. Kruhové pole, v němž je umístěn, symbolizuje slunce. Ve vnějším mezikruží je národní ornament a jméno státu v cyrilici. Okřídlený bílý levhart byl dávným božstvem plodnosti, ochráncem dětí a mláďat. Je nakročený pravou nohou a postavení jeho ocasu symbolizuje dobrou náladu a přátelství. Sedm per v jeho křídle symbolizuje rozsah jeho působnosti – na zemi i ve vzduchu. Vegetativní ornament a drobný tulipán v horní části lemu zosobňují probuzení jarní přírody a přeneseně také obrození Tatarstánu.

## Politické uspořádání
Tatarstán je republikou v čele s prezidentem. Tím byl v letech 1991–2010 Mintimer Şəymiyev (počeštěně Mintimer Šajmijev), 25. března 2010 jej vystřídal Rustam Minnichanov (Rөstəm Miŋnexanov, počeštěně Rustam Miňnechanov). Prezidentovi patří výkonná moc, mocí zákonodárnou disponuje parlament, tzv. Nejvyšší rada.
Tatarstán stejně jako Čečensko v roce 1992 odmítl podepsat svazovou smlouvu s Ruskou federací. Na rozdíl od chudého Čečenska, jehož odpor Moskva zlomila vojenským zásahem, Tatarstán čerpal svůj politický potenciál z pozice ekonomicky nejvýznamnější republiky někdejší RSFSR a reprezentanta jejího druhého největšího národa.
Dne 15. února 1994 podepsali prezidenti Tatarstánu a Ruska Mintimer Şəymiyev a Boris Jelcin dohodu o rozdělení kompetencí mezi Moskvou a Kazaní, jež společně s ústavou Ruské federace a ústavou Republiky Tatarstán posloužila jako právní základ zvláštního modelu vzájemných vztahů. Tehdejší status quo spočíval v tom, že Tatarstán příliš nezdůrazňoval svoji proklamovanou suverenitu a Rusko mu dávalo volnou ruku ve vnitřních otázkách. Tatarstán se nicméně nevyhnul zesíleným centralizačním tendencím prezidenta Vladimíra Putina. Jmenovaná smlouva byla prodloužena 11. července 2007, Tatarstán se však musel vzdát mnoha práv udělených smlouvou z roku 1994. 24. července 2017 smlouva o zvláštních vztazích vypršela a nebyla prodloužena, čímž se postavení Tatarstánu vyrovnalo s postavením ostatních autonomních republik ruské federace a jeho zvláštní status zanikl.

## Obyvatelstvo

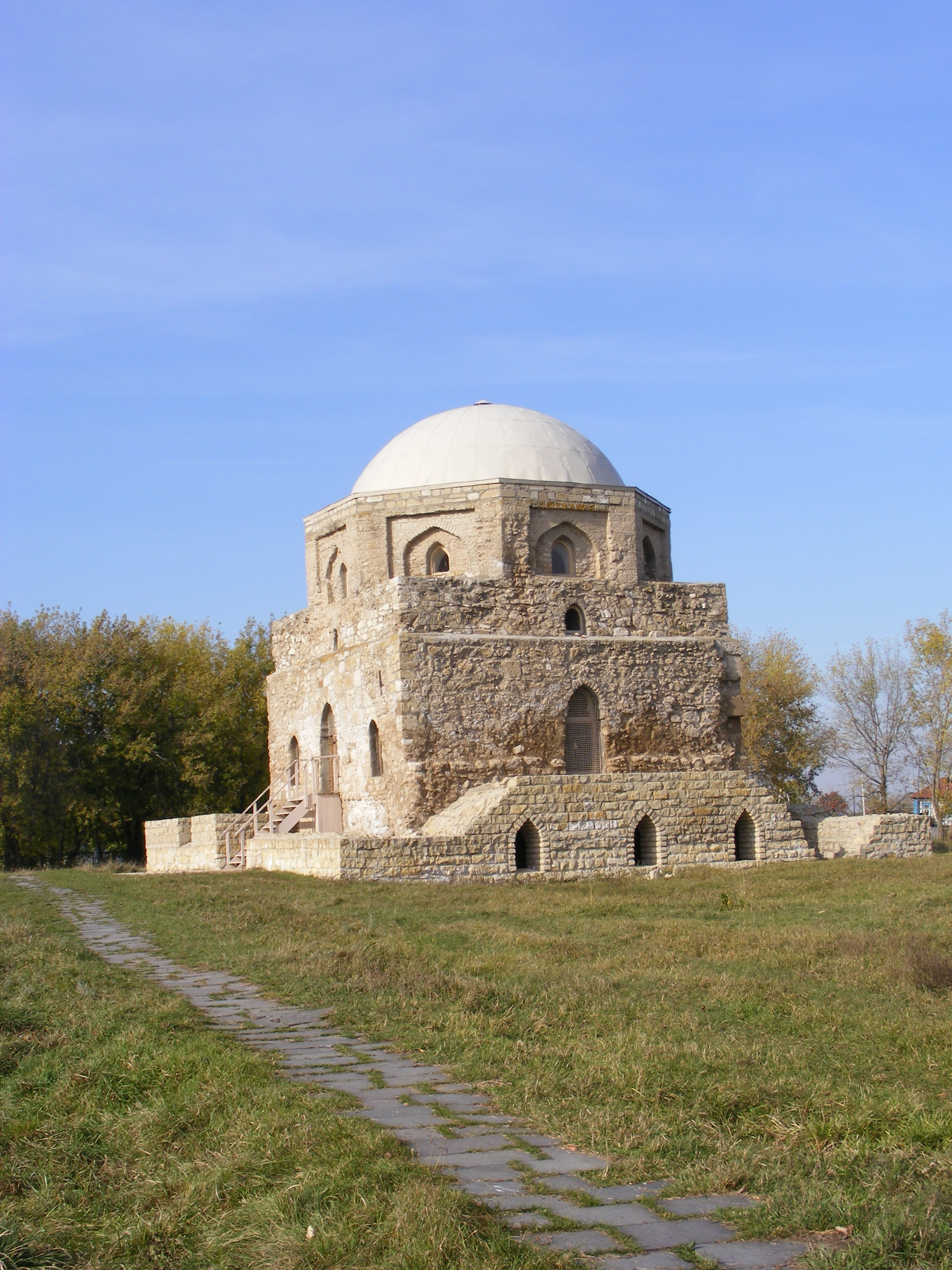
Černý palác v Bulgaru

Většinovým národem Tatarstánu jsou Tataři, kteří tvoří polovinu populace (53,24 %), druhým největším etnikem jsou Rusové (39,71 %). V zemi však žije množství dalších národů – Čuvaši (3,08%), Mordvinci, Udmurti, Marijci, Baškirové, Ukrajinci a další, jejich podíl je však zanedbatelný. Rusové převažují především ve městech, Tataři tvoří většinu ve venkovských oblastech.

### Náboženství
Většina Tatarů jsou sunnitští muslimové, malý počet Tatarů – takzvaní Krjašeni – vyznávají pravoslaví stejně jako Rusové. V zemi se nachází přibližně 1000 islámských modliteben a mešit, pravoslavných kostelů je asi 200. Předsedou Rady muftíů Ruska, tedy nejvyšší islámskou autoritou Ruské federace, je Tatar Ravil Gaynutdin.

## Ekonomika
Tatarstán je jednou z nejbohatších federálních jednotek Ruské federace a její nejbohatší republikou. Životní úroveň je zde zhruba čtyřikrát vyšší než je ruský průměr. Země disponuje mnoha klíčovými průmyslovými odvětvími – petrochemií, strojírenstvím, automobilovým i leteckým průmyslem.
V Naberežných Čelnech (Çallı) se vyrábějí nákladní automobily Kamaz (firemní slogan zní No roads? No problem!), v Kazani zas civilní letadla Tupolev Tu-214, vrtulníky Mil Mi-17 a nadzvukové bombardéry Tu-22 Backfire. Ve městě Nižněkamsk jsou závody na zpracování kaučuku a výrobu pneumatik, v Almeťjevsku zase sídlí ropná společnost Tatněft, v Jelabuze továrna na výrobu hodinek Vostok atd.
Významným zdrojem energie je hydroelektrárna na Volze u města Nižněkamsk. Další elektrárnou je uhelná elektrárna v Zainsku. Na venkově se pěstují obvyklé plodiny jako je pšenice, žito, kukuřice a slunečnice.

## Doprava

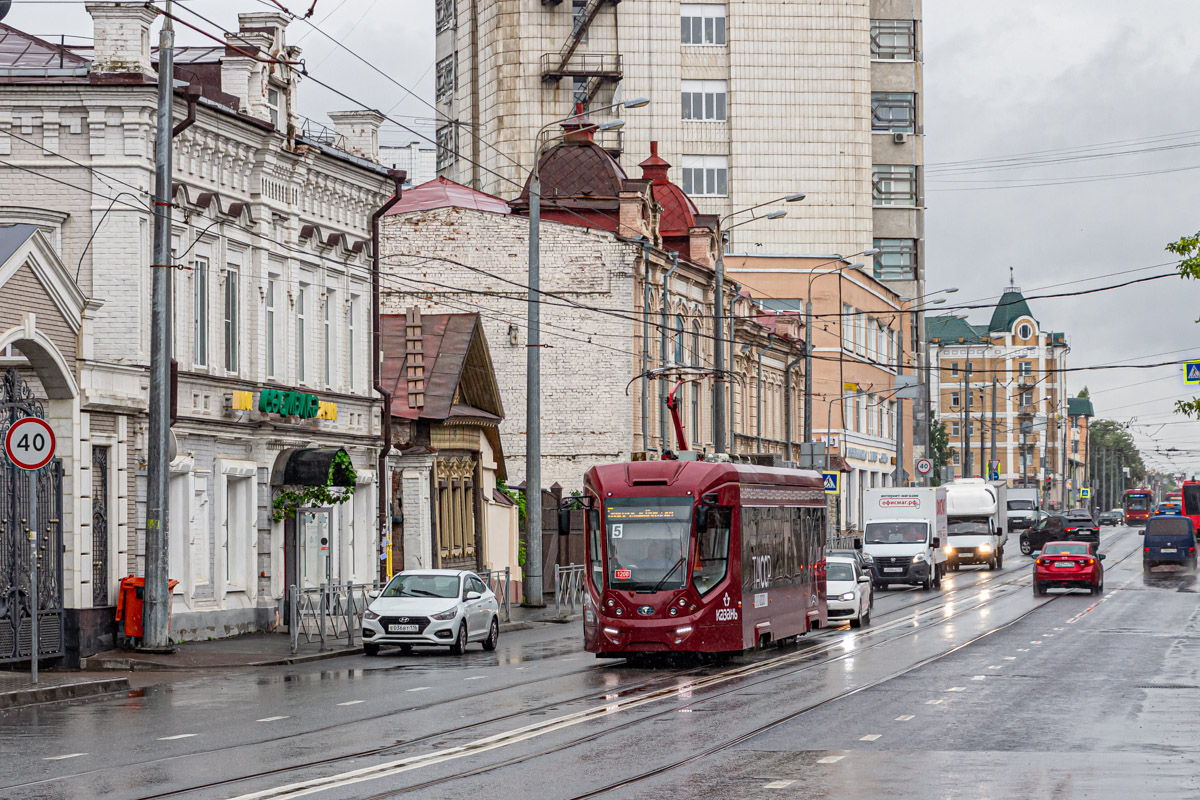
Kazaňská tramvaj

Po volžské přehradě se provozuje říční plavba, díky níž má hlavní město Kazaň spojení s dalšími velkými městy na Volze i jejích přítocích. Kazaň je hlavním železničním uzlem, vedou přes ni všechny dopravní cesty v zemi (zejména železnice Moskva–Kazaň–Jekatěrinburg), má i svoje mezinárodní letiště.

## Města
Názvy jsou uvedeny v běžně užívaném přepisu z ruské cyrilice, za lomítkem jsou uvedeny názvy v tatarštině v jejím latinském pravopisu.
- Kazaň / Qazan (hlavní město),
- Nižněkamsk / Tübän Kama,
- Naberežnyje Čelny / Çallı,
- Almeťjevsk / Älmät,
- Jelabuga / Alabuğa,
- Čistopol / Çistay,
- Bugulma / Bögelmä
- Mamadyš / Mamadysh

a další